# Evansville (Wisconsin)
Evansville – miasto w Stanach Zjednoczonych, w stanie Wisconsin, w hrabstwie Rock.